# Hermann Riffart

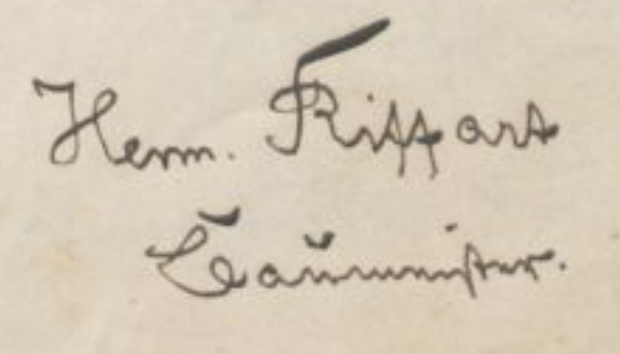
Signatur 1874

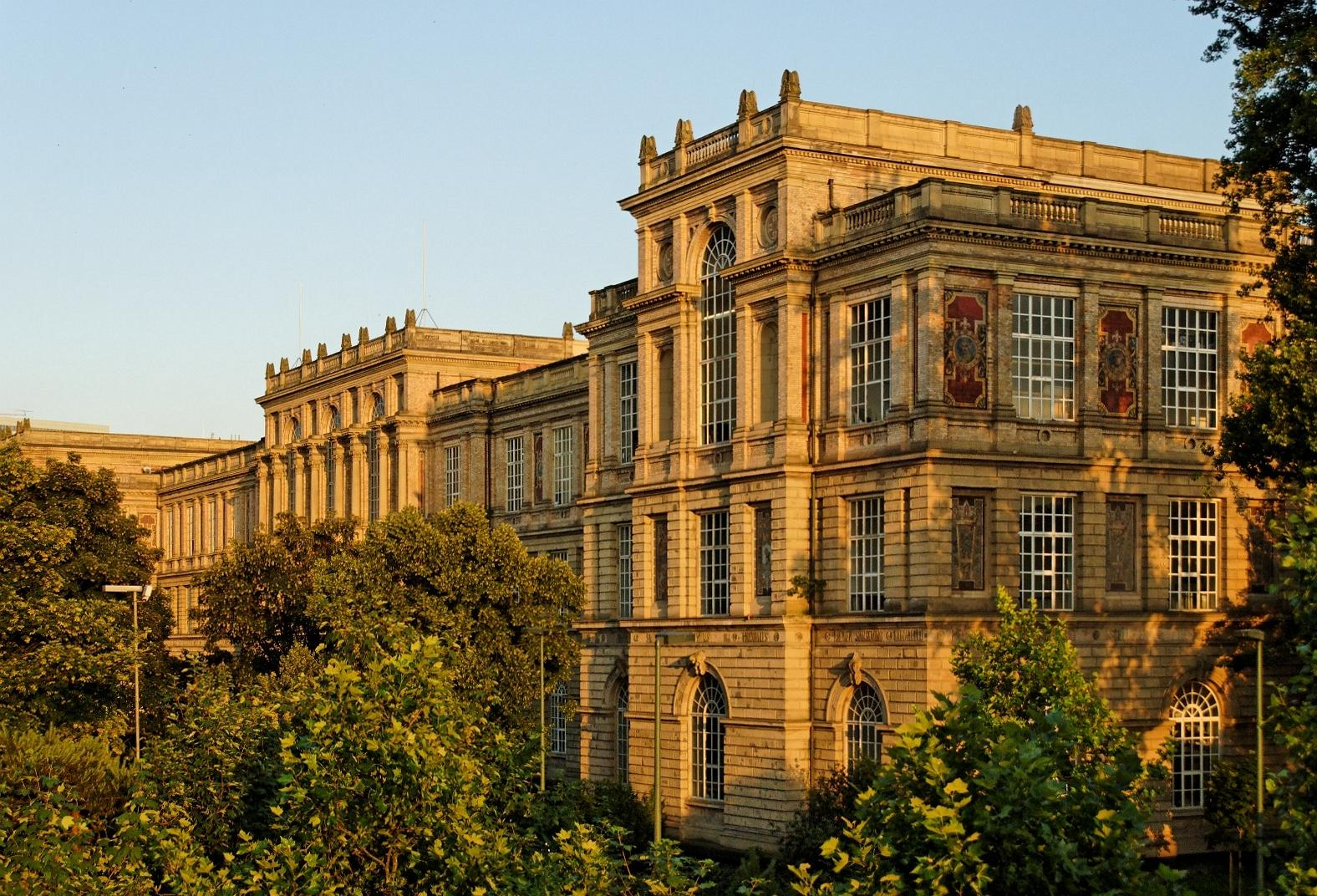
Hauptgebäude der Kunstakademie Düsseldorf

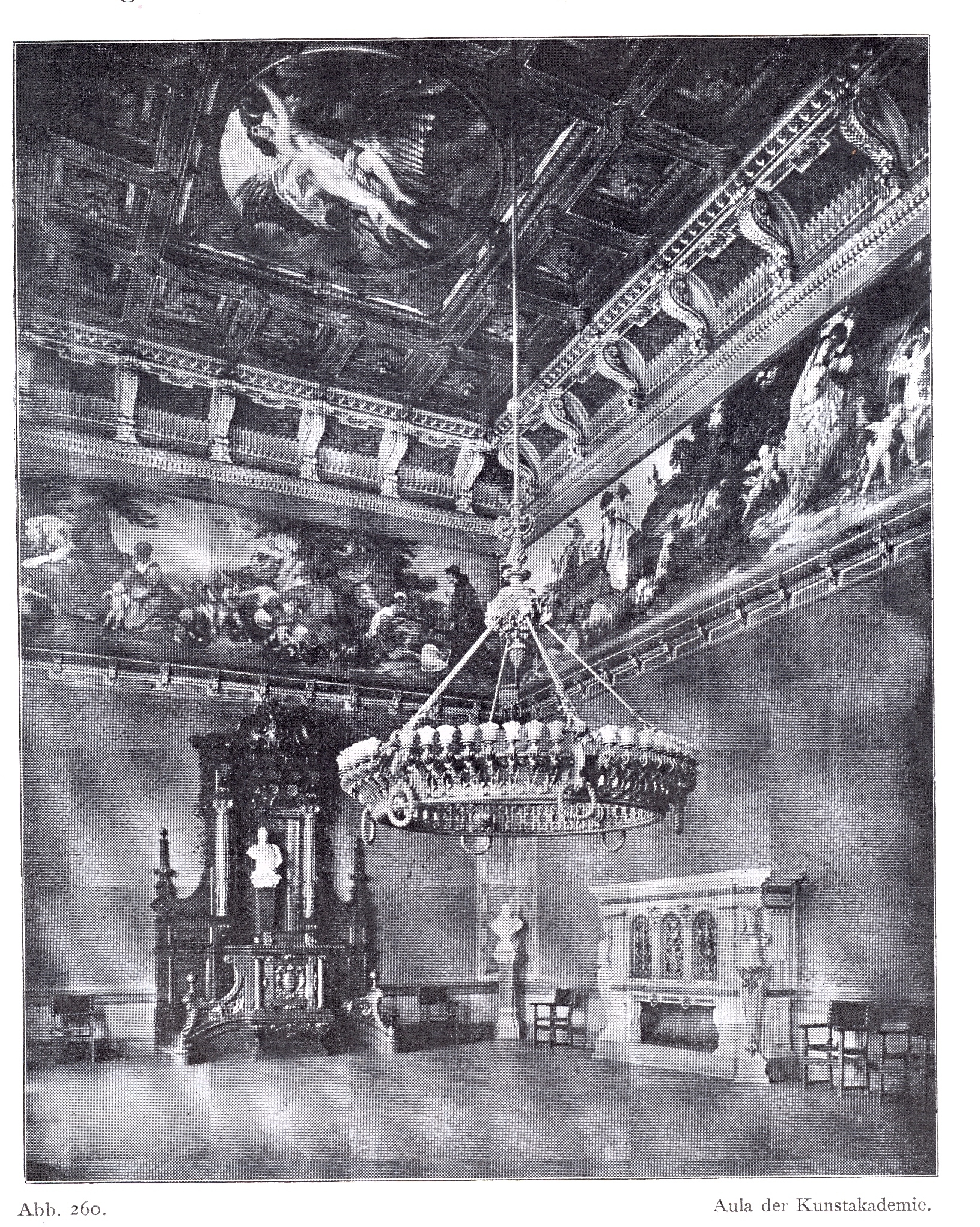
Aula der Kunstakademie (1875–1879)

Hermann Riffart (* 3. November 1840 in Köln; † 3. September 1919 in Kevelaer; vollständiger Name: Johann Hermann Hubert Riffart) war ein deutscher Architekt des Historismus.

## Leben und Werk
Hermann Riffart wurde als Sohn des Wagenfabrikanten Johann Hermann Riffart und dessen Ehefrau Catharina Riffart, geb. Zimmermann im November 1840 in Köln geborenen. Seine Architektenausbildung erfuhr er durch Heinrich Strack in Berlin mit dortiger Aufnahme in den Architektenverein in 1864. Ab Anfang der 1870er Jahre wirkte Riffart als Baurat in Düsseldorf. Neben dem Gebäude der staatlichen Kunstakademie Düsseldorf (1875–1879) plante er einen Wiederaufbau des durch Brand zerstörten Düsseldorfer Residenzschlosses, der jedoch nicht realisiert wurde. 1875 beteiligte er sich am Wettbewerb um die Kunsthalle am Friedrichsplatz in Düsseldorf, welchen er gewann, der Bau wurde jedoch nicht umgesetzt.
Am 3. Juli 1873 wurde sein Sohn Carl Maria Hermann in Düsseldorf geboren. Dieser besuchte das Königliche Gymnasium, erhielt dort Unterricht im Baufach. Im Juli 1877 wurde der Sohn Ferdinand Maria Hermann in Düsseldorf geboren. Einer seiner Söhne wurde später Notar in Kevelaer. Im Dezember 1879 wurde Tochter Mathilde geboren.
Sein bekanntester Schüler war Bruno Schmitz, der nach dem Besuch der Bauklasse an der Kunstakademie von Wilhelm Lotz in 1874, vier Jahre im Atelier des Baumeisters arbeitete.
Seit 1875 wohnte Riffart in der Capellstraße 38 (heute Kapellstraße). Der Baumeister Hermann Joseph Havenith (* 5. März 1841 in London; † 10. August 1905 in Birstein), welcher ein Baugeschäft in Düsseldorf hatte, hatte den Neubau des Wohnhauses in 1873 erbaut (seit 1983 unter Denkmalschutz). Das Adressbuch Düsseldorf weist Hermann Riffart bis nach 1914 als Eigentümer des Hauses auf, wobei der Wohnort mit Kevelaer angegeben wird, vermutlich der seines Sohnes.
Der Architekt Rudolf Custodis erwähnte 1882 in einem Aufruf an die Wähler den Kandidaten Riffarth wegen unnötiger Ausgaben der Stadt nicht zu wählen wie folgend: „Der Herr ist ein recht tüchtiger Regierungs-Baumeister; ist in Ägypten herumgereist und hat von den dortigen Verhältnissen recht schöne Eindrücke aufgenommen, wie das karrierte Kunstakademie-Gebäude ja jedem ad oculos demonstriert. (Das heißt auf Deutsch: „Wer hant bisher noch ken schöndere Kasern gesenn.“) Ebenso wie den Quadrat-Meter Kunstakademie haben wir von dieser Seite auch den laufenden Kilometer Kanal zu erwarten. (…).“
1883 wurden Riffart's Architekturaquarelle in der Galerie Eduard Schulte auf der Alleestraße 42 ausgestellt. 1889 ist Hermann Riffart in Düsseldorf als Privatbaumeister nachweisbar. Ende 1891 wurde er, seit Anfang der 1880er Jahre Stadtverordneter, mit dem Spiegel- und Gemälderahmenfabrikant Conzen so wie dem Maler Ernst Bosch in den Vorstand der Kunstgewerbeschule einberufen. Zur Gründung des Düsseldorfer Architekten- und Ingenieur-Vereins war Riffart 1893 stellvertretender Vorsitzender, der Direktor der Kunstgewerbeschule Hermann Stiller hatte den Vorsitz.
Sohn Ferdinand Riffart, zeigte am 4. September 1919 an, dass der Regierungsbaumeister außer Diensten Hermann Riffart am 3. September 1919, zuletzt wohnhaft Marktstraße No. 25 in Kevelaer, Ehemann von Mathilde Ingenlath, verstorben sei.
Ein Vetter Riffarts war der Berliner Baubeamte Wilhelm Neumann.

## Werk (Auswahl)
- 1875–1879: Hauptgebäude der Kunstakademie Düsseldorf (auch genannt „Hofgartenschloss“; einer der bedeutendsten Bauten der Neorenaissance in Deutschland)

## Ehrung
- Roten Adlerorden IV. Klasse im Oktober 1879 aus Anlass der Einweihung der Königlichen Kunstakademie